# سام لاسي
سام لاسي (بالإنجليزية: Sam Lacey)‏ مواليد 08 مارس 1948 في إنديانولا - الوفاة 14 مارس 2014، كان لاعب كرة سلة أمريكي. بدأ مسيرته الاحترافية في سنة 1970. تم اختياره من قبل فريق سكرامنتو كينغز خلال الدرافت. بلغ طوله 6 قدم 10 بوصة (2.1 م). اعتزل اللعب في 1983.

## روابط خارجية
- سام لاسي على موقع IMDb (الإنجليزية)
- سام لاسي على موقع إن بي أي (الإنجليزية)
- سام لاسي على موقع سبورتس رفرنس (الإنجليزية)
- سام لاسي على موقع كلية كرة السلة في سبورتس رفرنس.كوم (الإنجليزية)
- سام لاسي على موقع ريلجم (الإنجليزية)
- سام لاسي على موقع بروبوليرز (الإنجليزية)
- سام لاسي على موقع قاعة نيو مكسيكو للمشاهير الرياضية (الإنجليزية)